# Battaglia di Würzburg (1796)
La battaglia di Würzburg fu uno scontro avvenuto il 3 settembre 1796 nell'ambito della guerra della Prima coalizione. Nei pressi della città tedesca si scontrarono uno degli eserciti francesi, guidato dal generale Jean-Baptiste Jourdan, e l'esercito austriaco dell'arciduca Carlo d'Asburgo-Teschen.
I francesi attaccarono gli austriaci, incontrando una dura resistenza. L'arrivo dei rinforzi imperiali decise lo scontro in favore di questi ultimi. I francesi furono costretti a ritirarsi oltre al Reno.

## Antefatti
Nell'estate del 1796 la Francia poteva contare su due eserciti numerosi che combattevano sul fronte tedesco: il primo era affidato al generale Moreau mentre il secondo al generale Jourdan. Ad affrontarli vi era l'esercito austriaco, composto dalle due armate dei generali Wartensleben e Latour, supervisionati dall'arciduca Carlo, considerato un precoce genio militare.
Mentre l'esercito di Moreau proseguiva la propria marcia verso l'Austria, l'arciduca Carlo aveva deciso di combattere contro l'esercito di Jourdan. Il 24 agosto, l'arciduca era riuscito a concentrare le proprie forze contro l'armata di Jourdan presso Amberg, costringendo l'esercito francese ad una ritirata. Nel tentativo di riprendere l'iniziativa ed il terreno perso, Jourdan contrattaccò.

## La battaglia
L'esercito francese avanzò contro quella che pensavano fosse una divisione austriaca isolata sotto il vicemaresciallo Anton Sztáray. Il piano di Jourdan era di attaccare Sztáray con le divisioni di Bernadotte e Championnet, lasciando in riserva le divisioni di Bonnaud e Grenier. Tuttavia, la nebbia mattutina permise all'arciduca Carlo di spostare le truppe di von Hotze a rinforzo di Sztáray, annullando quella che Jourdan pensava fosse una grande superiorità numerica per i francesi.
La supposta superiorità di Jourdan diminuì ulteriormente quando la divisione di von Elsnitz, situata più a nord, trattenne fuori dalla battaglia la forza del generale Lefebvre, numericamente molto superiore. Nel frattempo, gli ingegneri austriaci stavano costruendo ponti di barche sul Meno per consentire al resto dell'esercito asburgico di attraversare il fiume. I francesi attaccarono la posizione austriaca senza successo finché le divisioni austriache del vicemaresciallo Paul Kray e del vicemareciallo Wartensleben arrivarono sul luogo e cacciarono i francesi dal campo di battaglia.

## Conseguenze

### Armata del Basso Reno

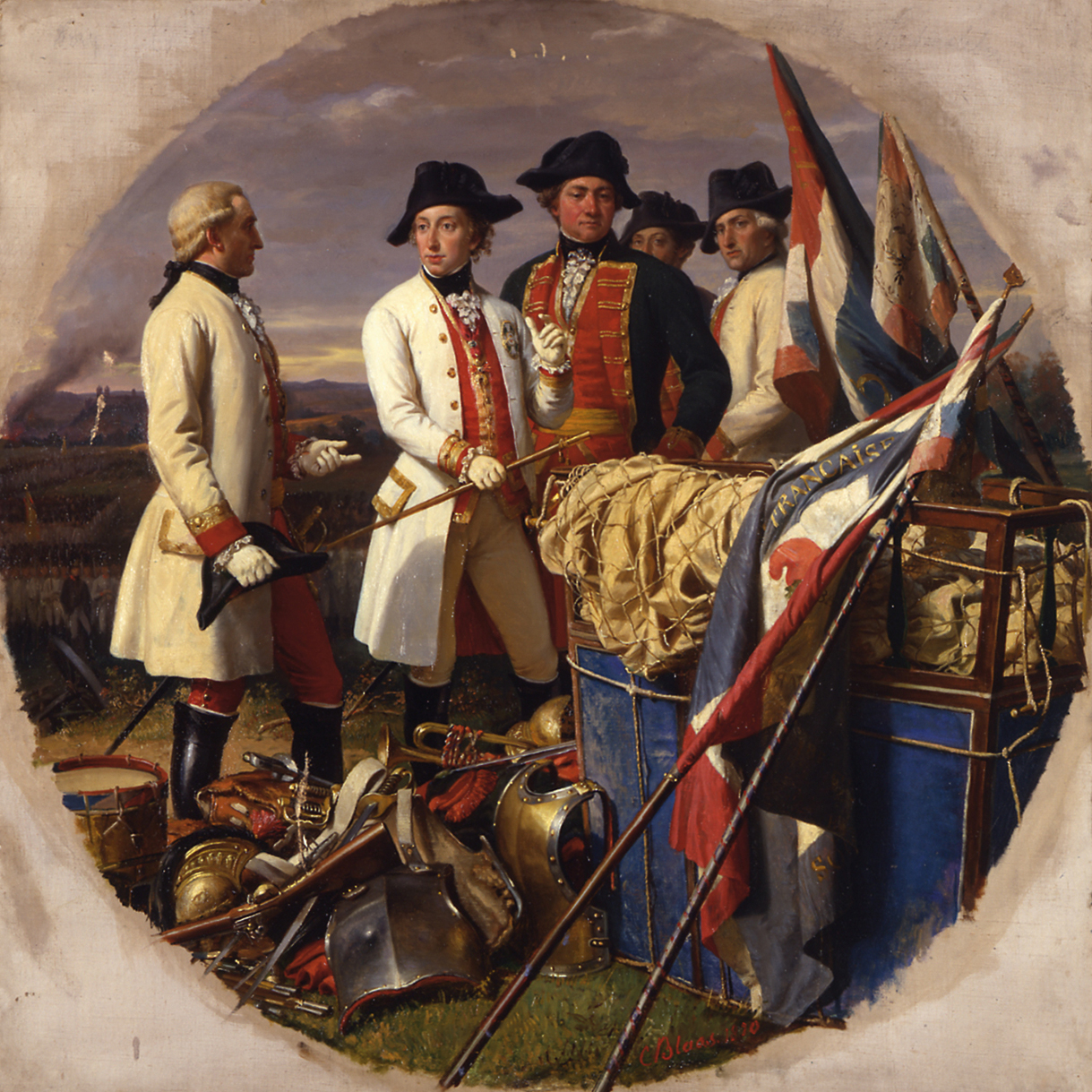
Battaglia di Würzburg di Karl von Blaas, 1870

I francesi subirono 2 000 morti e feriti, più 1 000 uomini e 7 cannoni catturati. Gli austriaci persero 1 200 morti e feriti, cui si aggiungono 300 catturati. La battaglia di Würzburg determinò il vincitore della campagna del 1796 nella Germania meridionale. L'arciduca inseguì i francesi sconfitti, aggirando il fianco sud di Jourdan e mantenendosi tra lui e l'esercito francese di Moreau nella Germania meridionale.
Il 7 settembre gli austriaci costrinsero i francesi ad abbandonare l'assedio di Magonza. Entro il 16 settembre, gli eserciti avversari erano tornati sul fiume Lahn, dove avevano iniziato la campagna a giugno. Quel giorno Kray con 11 000 soldati sconfisse 15 000 uomini dell'esercito di Jourdan a Limburg an der Lahn. Il generale francese si ritirò a Düsseldorf e attraversò la riva occidentale del Reno. I francesi rinunciarono all'assedio della fortezza di Ehrenbreitstein il 17 settembre. L'arciduca lasciò 30 000 soldati con l'esercito del Basso Reno, li pose sotto il comando del vicemaresciallo von Werneck e si precipitò a sud.

### Armata dell'Alto Reno
Dopo essersi sbarazzato dell'esercito di Jourdan, l'arciduca austriaco costrinse l'esercito di Moreau, oramai isolato, a ritirarsi a ovest, attraverso la Foresta Nera, in direzione della Francia. Il 18 settembre, una divisione austriaca al comando di Petrasch assaltò la testa di ponte sul Reno a Kehl, ma fu respinta da un contrattacco francese. In quel frangente, l'esercito di Moreau era ancora a sud di Ulm. Il 2 ottobre, Moreau sconfisse Latour a Biberach, con un bilancio nettamente favorevole ai francesi. Ciò rallentò i movimenti austriaci nella Germania meridionale, ma con l'arciduca Carlo che si precipitava a sud per tagliarlo fuori dalla Francia, Moreau fu forzato a ritirarsi sul Reno.
Il 19 ottobre Moreau, con 32 000 soldati, combatté l'arciduca, con 28 000 austriaci, a Emmendingen. I francesi subirono 1 000 morti e feriti, compreso il generale di divisione Michel de Beaupuy. Inoltre, gli austriaci catturarono 1 800 uomini e 2 cannoni. Le perdite imperiali ammontarono a 1 000, incluso Wartensleben ucciso.
I francesi si ritirarono a sud e combatterono a Schliengen il 24 ottobre. Le perdite furono simili ed entrambe le parti rivendicarono la vittoria, ma Moreau si ritirò sulla riva occidentale del Reno. Moreau offrì presto agli austriaci un armistizio. Nonostante la volontà del maresciallo, la corte viennese rifiutò l'offerta. Fu un grave errore: quello stesso autunno e quell'inverno, mentre Carlo assediava le fortezze di Kehl e Huningen, il governo francese trasferì 14 semibrigate da Moreau al generale Bonaparte per aiutare quest'ultimo a portare a termine con successo l'assedio di Mantova.